# Acrogonia flavoscutellata
Acrogonia flavoscutellata är en insektsart som först beskrevs av Victor Antoine Signoret 1855.  Acrogonia flavoscutellata ingår i släktet Acrogonia och familjen dvärgstritar. Inga underarter finns listade i Catalogue of Life.